# 전해종 (1919년)
전해종(全海宗, 1919년 12월 21일 ~ 2018년 1월 5일)은 대한민국 역사학자 겸 대학 교수이며 저술가이다. 이기백 등과 함께 대한민국 국사학 분야에서 "서강학파"를 주도한 한국사학자 겸 동양사학자이다.

## 생애
1919년 중화민국 만저우 지방 옌볜 조선족자치구 옌지 젠다오 구역에서 독립운동가 전성호의 차남(둘째아들)으로 출생하였고 그 후 29세 시절이던 1947년 서울대 사학과를 나온 이후 서울대 사학과 교수로 재직하였으며 서양화가 장발 화백 등의 권유를 받아 기존의 프로테스탄트 장로회에서 로마 가톨릭으로 개종하였으며 그 후 서강대 교수직에 이직하였다. 이후 정년이 지나자 1985년에 서강대 명예교수가 되었다.
한중(韓中)관계사에 정통하였으며, 《한중관계사 연구》 · 《동아(東亞)문화의 비교사적 연구》 등의 저서를 펴내는 등의 업적을 남기면서 대한민국의 동양사 연구 관련 기틀을 다지고 역사학의 수준을 끌어올렸다.
국민정부 시대 중화민국 만주 지방 지린 성 옌지 출생이지만 원래 대한제국 독립운동가 집안의 후손이기도 하였던 그는 한국독립당 초급행정위원 시절 의친왕 이강(義親王 李堈) 당시 한국독립당 최고위원 겸 전임고문을 사부(師父)이자 주군(主君)으로 섬기기도 하였다. 그 당시 의친왕을 주군이자 사부로 섬기는 등 함께했던 이들은 전재일, 이오산, 이상귀, 김주로, 전성호, 구상본, 전경찬, 도상봉, 이상오, 김찬도, 전해종, 서상교 등이다.
독립운동가였던 조부(전재일)와 부친(전성호)으로 인해 국가로부터 받은 유족 지원금에 사재를 더해서 서울대학교 · 서강대학교 · 동양사학회에 총 5억원의 "동양사 연구기금"을 기증 및 희사하였다.
또한 대한민국 학술원상, 용재 학술상, 대한민국 국민훈장 무궁화장 등을 받았다.

## 주요 경력
- 1947.06 ~ 1948.06 - 한국독립당 초급행정위원
- 1960.05 ~ 1960.09 - 대한민국 문교부 편수국 국장 겸 이사관
- 1966 ~ 1967 - 초대 동양사학회 회장
- 1971 ~ 1973 - 제3대 동양사학회 회장
- 1976.03 ~ 1999.02 - 국제세계역사학술회의 대한민국 위원회 위원장
- 1977.06 ~ 1985.02 - 대한민국 국사편찬위원회 대표상임위원

## 학력
- 경성교동소학교 졸업(1932년)
- 평안남도 평양고등보통학교 졸업(1938년)
- 일본 도쿄 제국대학교 정치학과 학사(1942년)
- 대한민국 서울대학교 사학과 학사(1947년)
- 대한민국 서울대학교 대학원 국어국문학과 문학석사(1953년)
- 미국 하버드 대학교 대학원 동양사학과 인문과학 석사(1955년)
- 대한민국 서울대학교 대학원 사학과 인문과학 석사(1964년)
- 대한민국 서울대학교 대학원 사학과 인문과학 박사(1968년)

## 이외 이력
- 前 고려대학교 전임교수
- 前 연세대학교 전임강사
- 前 서울대학교 교수
- 前 서강대학교 명예교수
- 前 인하대학교 객원교수
- 前 인천가톨릭대학교 초빙교수
- 前 수원대학교 객원교수
- 前 동국대학교 석좌교수
- 前 홍익대학교 석좌교수
- 前 단국대학교 석좌교수
- 前 한양대학교 석좌교수
- 前 서울가톨릭대학교 석좌교수

## 저서

### 단독 저서
- 《한국근세 대외관계 문헌요비》, 서울대학교출판부, 1964
- 《한중관계사 연구》, 일조각, 1970
- 《한국과 동양》, 지식산업사, 1972
- 《동아문화의 비교사적연구》, 일조각, 1976
- 《역사와 문화》, 일조각, 1976
- 《한국과 중국》, 지식산업사, 1979
- 《동이전의 문헌적연구》, 일조각, 1980
- 《동아시아사의 비교와 교류》, 지식산업사, 2000

### 공저
- 《일본사》, 지문각, 1964
- 《역사의 이론과 서술》, 서강대학교출판부, 1975
- 《중국의 천하사상》, 민음사, 1988

### 역서
- L. Schapiro, 《러시아의 장래》, 1957
- E. O. Reischauer and J. K. Fairbank, 《동양문화사 (上)》, 을유문화사, 1964 (공역)
- J. K. Fairbank , 《동양문화사 (下)》, 을유문화사, 1969 (공역)
- 황종희, 《명이대방록》, 삼성문화문고, 1971
- 《중한관계론집》, 북경사회과학출판사, 1997